# Экерзли, Адам
А́дам Джеймс Э́керзли (англ. Adam James Eckersley; 7 сентября 1985) — английский футболист, крайний защитник. Выступал за клубы «Манчестер Юнайтед», «Антверпен», «Брондбю», «Барнсли», «Порт Вейл», «Хорсенс», «Орхус», «Харт оф Мидлотиан», «Хиберниан», «Эдмонтон», «Сент-Миррен», «Форфар Атлетик» и «Эйрдрионианс», а также за юношеские сборные Англии.

## Клубная карьера
Уроженец Солфорда (графство Большой Манчестер), Адам Экерзли с девяти лет выступал в футбольной академии «Манчестер Юнайтед». В июле 2004 года подписал с клубом профессиональный контракт. В сезоне 2004/05 был членом резервной команды «Манчестер Юнайтед», выигравшей «квадрупл». 26 октября 2005 года дебютировал в основном составе «Манчестер Юнайтед» в матче Кубка Футбольной лиги против «Барнета».
В январе 2006 года отправился в аренду в бельгийский клуб «Антверпен». Провёл за команду 16 матчей, забил 1 гол.
В августе 2006 года отправился в аренду в датский клуб «Брондбю». Из-за травмы смог провести за команду только 4 матча, а 31 декабря 2006 года вернулся в «Манчестер Юнайтед».
8 января 2007 года Экерзли перешёл в «Барнсли» на правах аренды до конца сезона. В апреле 2007 года вернулся в «Манчестер Юнайтед» в связи с травмой бедра. Всего провёл за «Барнсли» 6 матчей.
12 октября 2007 года Экерзли отправился в аренду в «Порт Вейл». 13 октября 2007 года дебютировал за клуб в матче против «Брайтон энд Хоув Альбион», в котором получил удаление. Впоследствии провёл за команду ещё одну игру, после чего получил травму колена и вернулся в «Манчестер Юнайтед».
1 января 2008 года Экерзли перешёл в «Порт Вейл» на постоянной основе, подписав полугодовой контракт. 29 января 2008 года забил свой первый гол в английских профессиональных турнирах в матче против «Йовил Таун». По окончании сезона 2007/08 покинул клуб.
Перед началом сезона 2008/09 перешёл в датский клуб «Хорсенс» в качестве свободного агента. В сезоне 2008/09 провёл за команду 17 матчей и забил 1 гол, однако команда выбыла из датской Суперлиги. По итогам следующего сезона команда выиграла датский Первый дивизион, обеспечив себе возвращение в Суперлигу, однако по окончании сезона Адам покинул «Хорсенс».
Летом 2010 года Экерзли перешёл в «Орхус». В сезоне 2010/11 помог команде выиграть Первый дивизион Дании и выйти в Суперлигу. В сезоне 2011/12 «Орхус» занял пятое место в Суперлиге, а Экерзли провёл 48 матчей во всех турнирах, забив 7 голов. По окончании сезона 2013/14 Адам покинул команду. Всего он провёл за «Орхус» 118 матчей и забил 16
голов.
В августе 2014 года перешёл в клуб «Харт оф Мидлотиан», выступавший в Шотландском Чемпионшипе. 13 сентября 2014 года дебютировал за «Хартс», выйдя на замену в матче против «Дамбартона». 11 октября забил свой первый гол за клуб в игре против «Аллоа Атлетик». По итогам сезона 2014/15 «Харт оф Мидлотиан» выиграл Чемпионшип и вышел в Премьершип, однако контракт с Экерзли клуб решил не продлевать.
В сентябре 2015 года Экерзли перешёл в клуб «Хиберниан». В официальных матчах за клуб не сыграл, пропустив несколько месяцев из-за травмы.
В январе 2016 года подписал контракт с клубом Североамериканской футбольной лиги (NASL) «Эдмонтон». В 2016 году провёл за команду 26 матчей и забил 1 гол.
В январе 2017 года вернулся в Шотландию, подписав краткосрочный контракт с клубом «Сент-Миррен». В мае 2017 года продлил контракт с клубом на два года. В сезоне 2017/18 Экерзли помог «Сент-Миррену» выиграть Шотландский Чемпионшип.
В январе 2019 года Адам Экерзли отправился в аренду в клуб Шотландской Лиги 1 «Форфар Атлетик».
В мае 2019 года перешёл в клуб «Эйрдрионианс». В сезоне 2019/20 провёл за команду 8 матчей в Шотландской Лиге 1. Летом 2020 года покинул клуб в качестве свободного агента.

## Достижения
«Хорсенс»
- Победитель Первого дивизиона Дании: 2009/10

«Орхус»
- Победитель Первого дивизиона Дании: 2010/11[14]

«Харт оф Мидлотиан»
- Победитель Шотландского Чемпионшипа: 2014/15

«Сент-Миррен»
- Победитель Шотландского Чемпионшипа: 2017/18[26]

## Статистика выступлений
| Клуб                    | Сезон            | Лига                               | Лига | Лига | Кубок страны | Кубок страны | Кубок лиги | Кубок лиги | Континент. | Континент. | Прочие | Прочие | Итого | Итого |
| Клуб                    | Сезон            | Дивизион                           | Игры | Голы | Игры         | Голы         | Игры       | Голы       | Игры       | Голы       | Игры   | Голы   | Игры  | Голы  |
| ----------------------- | ---------------- | ---------------------------------- | ---- | ---- | ------------ | ------------ | ---------- | ---------- | ---------- | ---------- | ------ | ------ | ----- | ----- |
| Манчестер Юнайтед       | 2005/06          | Премьер-лига Англии                | 0    | 0    | 0            | 0            | 1          | 0          | 0          | 0          | —      | —      | 1     | 0     |
| Манчестер Юнайтед       | 2006/07          | Премьер-лига Англии                | 0    | 0    | 0            | 0            | 0          | 0          | 0          | 0          | —      | —      | 0     | 0     |
| Манчестер Юнайтед       | 2007/08          | Премьер-лига Англии                | 0    | 0    | 0            | 0            | 0          | 0          | 0          | 0          | —      | —      | 0     | 0     |
| Манчестер Юнайтед       | Итого            | Итого                              | 0    | 0    | 0            | 0            | 1          | 0          | 0          | 0          | —      | —      | 1     | 0     |
| Антверпен (аренда)      | 2006/07          | Второй дивизион Бельгии            | 16   | 1    | 0            | 0            | —          | —          | —          | —          | —      | —      | 16    | 1     |
| Брондбю (аренда)        | 2006/07          | Суперлига Дании                    | 4    | 0    | 0            | 0            | —          | —          | —          | —          | —      | —      | 4     | 0     |
| Барнсли (аренда)        | 2006/07          | Чемпионшип                         | 6    | 0    | 0            | 0            | 0          | 0          | —          | —          | —      | —      | 6     | 0     |
| Порт Вейл               | 2007/08          | Лига 1                             | 18   | 1    | 0            | 0            | 0          | 0          | —          | —          | —      | —      | 18    | 1     |
| Хорсенс                 | 2008/09          | Суперлига Дании                    | 17   | 1    | 0            | 0            | 0          | 0          | —          | —          | —      | —      | 17    | 1     |
| Хорсенс                 | 2009/10          | Первый дивизион Дании              | 23   | 1    | 1            | 0            | 0          | 0          | —          | —          | —      | —      | 24    | 1     |
| Хорсенс                 | Итого            | Итого                              | 40   | 2    | 1            | 0            | 0          | 0          | —          | —          | —      | —      | 41    | 2     |
| Орхус                   | 2010/11          | Первый дивизион Дании              | 22   | 3    | 1            | 0            | 0          | 0          | 0          | 0          | —      | —      | 23    | 3     |
| Орхус                   | 2011/12          | Суперлига Дании                    | 26   | 4    | 6            | 1            | 3          | 1          | 13         | 1          | —      | —      | 48    | 7     |
| Орхус                   | 2012/13          | Суперлига Дании                    | 26   | 5    | 0            | 0            | 2          | 0          | 7          | 0          | —      | —      | 35    | 5     |
| Орхус                   | 2013/14          | Суперлига Дании                    | 11   | 1    | 1            | 0            | 0          | 0          | —          | —          | —      | —      | 12    | 1     |
| Орхус                   | Итого            | Итого                              | 85   | 13   | 8            | 1            | 5          | 1          | 20         | 1          | —      | —      | 118   | 16    |
| Харт оф Мидлотиан       | 2014/15          | Шотландский Чемпионшип             | 24   | 2    | 1            | 0            | 2          | 0          | —          | —          | 0      | 0      | 27    | 2     |
| Хиберниан               | 2015/16          | Шотландский Чемпионшип             | 0    | 0    | 0            | 0            | 0          | 0          | —          | —          | 0      | 0      | 0     | 0     |
| Эдмонтон                | 2016             | Североамериканская футбольная лига | 24   | 0    | 0            | 0            | 2          | 1          | 0          | 0          | —      | —      | 26    | 1     |
| Сент-Миррен             | 2016/17          | Шотландский Чемпионшип             | 12   | 0    | 1            | 0            | 0          | 0          | —          | —          | 2      | 0      | 15    | 0     |
| Сент-Миррен             | 2017/18          | Шотландский Чемпионшип             | 24   | 1    | 0            | 0            | 0          | 0          | —          | —          | 3      | 0      | 27    | 1     |
| Сент-Миррен             | 2018/19          | Шотландский Премьершип             | 0    | 0    | 0            | 0            | 0          | 0          | —          | —          | 0      | 0      | 0     | 0     |
| Сент-Миррен             | Итого            | Итого                              | 36   | 1    | 1            | 0            | 0          | 0          | —          | —          | 5      | 0      | 42    | 1     |
| Форфар Атлетик (аренда) | 2018/19          | Шотландская Лига 1                 | 16   | 2    | 1            | 0            | 0          | 0          | —          | —          | 2      | 0      | 19    | 2     |
| Эйрдрионианс            | 2019/20          | Шотландская Лига 1                 | 8    | 0    | 0            | 0            | 4          | 1          | —          | —          | 2      | 0      | 14    | 1     |
| Всего за карьеру        | Всего за карьеру | Всего за карьеру                   | 277  | 22   | 12           | 1            | 14         | 3          | 20         | 1          | 9      | 0      | 332   | 27    |

## Личная жизнь
Младший брат Адама Ричард Экерзли также является профессиональным футболистом и воспитанником академии «Манчестер Юнайтед».
Адам Экерзли признался, что Алекс Фергюсон помог ему избавиться от лудомании. Экерзли прекратил играть в покер после того, как Фергюсон рассказал ему историю о лудомании Кита Гиллеспи.